# Sisowath
Sisowath de Camboya fue rey en una época en la que su país era un protectorado de Francia como parte de la Indochina francesa. Esta situación lo supeditó al mandato extranjero, limitando su liderazgo político comparado con el de los otros reyes que ocuparon el trono con anterioridad.

## Biografía
Juventud
El príncipe Sisowath Monivong nació en la ciudad de los reyes, Odong, en 1840, antes de la llegada de los franceses al país. Sin embargo  Camboya ya estaba en una difícil situación producto de las ambiciones geopolíticas de sus dos vecinos: Tailandia y Vietnam, los cuales aspiraban a integrar a Camboya a sus territorios y hacer desaparecer la identidad del pueblo sucesor del antiguo Imperio de Angkor. Como la familia real estaba directamente bajo la influencia del poder siamés, por esta razón el príncipe Sisowath fue educado en Bangkok.
Protectorado francés y autoexilio
Sisowath recién regresa a su Camboya natal en 1860 a la muerte de su padre, el rey Ang Duong. En su intento de prevenir que su medio hermano, el príncipe Si Votha se declarara rey, Sisowath se desplazó a Oudong y entonces su otro medio hermano, Norodom fue elegido rey. El hecho generó una rebelión que representó una oportunidad para la nueva fuerza extranjera interesada en Camboya: los franceses. Los franceses frenaron en forma definitiva los ánimos expansionistas vietnamitas y tailandeses en Camboya, e incluso el aguerrido Vietnam fue sometido por los europeos. Con la excusa de proteger al Reino de Camboya de sus enemigos cercanos, Francia declaró al país Protectorado Francés de Kampuchea, aunque le concedió una mayor autonomía que a Vietnam.
El príncipe Sisowath entonces se autoexilió en Saigón en 1864, pero los franceses le concedieron "protección" argumentando que su vida corría peligro, pero el príncipe no era otra cosa que un instrumento para amenazar al rey Norodom si este no colaboraba con los nuevos amos del Sudeste asiático. Si el rey no "obedecía" a los deseos franceses, ellos lo amenizarían con destronarlo y en su lugar coronar a Sisowath. 
En 1867 Camboya vive su primera rebelión contra el poder francés y el rey Norodom pide al príncipe regresar al país para calmar los ánimos de la población, lo que efectivamente sucede.
En 1884 Francia asegura su control sobre Vietnam, Laos y Camboya, derrota a Tailandia pero no la ocupa debido a las presiones británicas, entonces el Reino de Camboya es declarado oficialmente Colonia francesa y la capital del Reino que tradicionalmente era Odong es trasladada junto con toda la familia real a Phnom Penh. El príncipe Sisowath aprueba abiertamente el dominio francés y Francia obliga al rey Norodom a elegir a su medio hermano como su legítimo sucesor al trono.
Rey de Camboya
En 1904, cuando el rey Norodom muere, Sisowath es coronado como Rey de Camboya, pero su política no sería diferente de la de su antecesor: ser un silencioso títere del gobierno colonial francés. El rey Sisowath de Camboya muere en 1927 y le sucede su hijo, el príncipe Sisowath Monivong.